# 50주 쿼터 주화

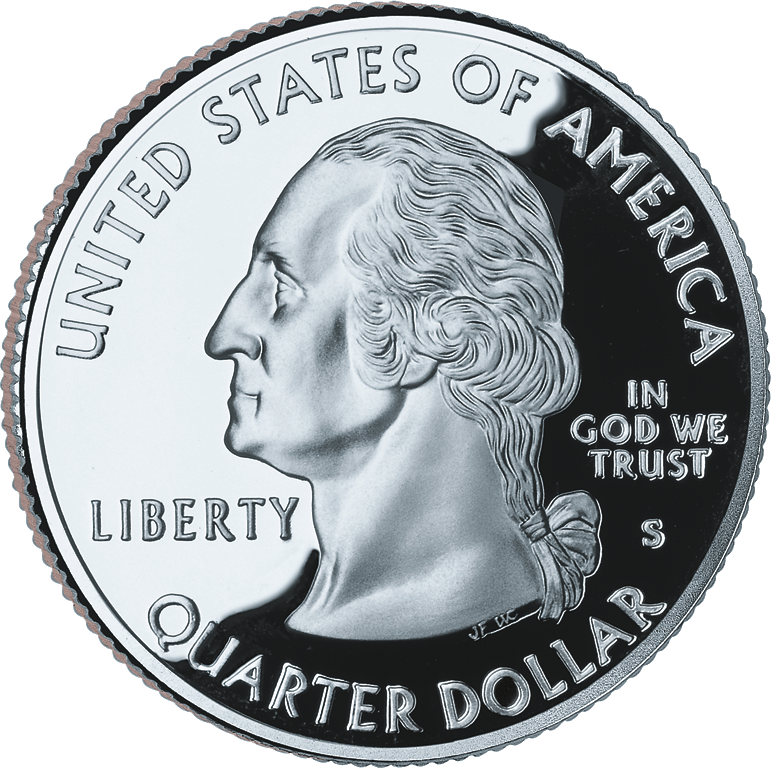
50주 쿼터 주화의 공통 앞면 디자인

50주 쿼터 주화(영어: 50 State quarters)는 1999년부터 2008년까지 미국에서 발행된 쿼터 주화(25센트) 주화로 미국 조폐국이 "50주 쿼터 주화 프로그램"(The 50 State Quarters Program)에 따른 유통 목적으로 발행하였다.

## 개요
이 프로그램의 기간 중에는 1년에 5차례(73일마다 1차례) 정도로 새로운 동전이 발행되었으며 10년 동안 모든 주의 동전을 발행했다. 주화는 미국에 가입한 시기가 빠른 주부터 차례대로 발행되었다.
50주 쿼터 주화 앞면의 디자인은 이전에 발행된 쿼터 주화와 마찬가지로 조지 워싱턴의 초상화가 그려져 있으며 약간의 수정이 가해졌다. 50주 쿼터 주화 뒷면의 디자인은 미국을 구성하는 50개의 주의 독특한 역사, 전통, 상징을 소재로 하고 있다. 대부분 주 정부가 그 주에 거주하는 주민들이 공모한 주화 디자인 가운데 하나를 선정하여 주를 대표하는 주화 디자인을 결정했다.
이 프로그램은 미국의 기념주화 중에서도 가장 유명한 기념주화로 알려져 있다. 미국 조폐국의 조사에 따르면 이 주화를 수집한 수집가의 수는 1억 명 이상에 이른다고 한다. 2009년에는 워싱턴 D.C.(컬럼비아 특별구), 푸에르토리코, 괌, 아메리칸사모아, 미국령 버진아일랜드, 북마리아나 제도를 소재로 한 주화가 추가로 발행되었다.

## 디자인
| 주 이름             | 발행일 (미국에 가입한 날)           | 발행 개수       | 디자인                       | 도안 소재 | 원판 디자이너                        |
| ------------------- | ----------------------------------- | --------------- | ---------------------------- | --- | ------------------------------------ |
| 델라웨어주          | 1999년 1월 1일 (1787년 12월 7일)    | 774,824,000개   | 델라웨어주 쿼터 주화         | 말을 타고 있는 시저 로드니(Caesar Rodney) 표어: "The First State" (첫 번째 주), "Caesar Rodney" (시저 로드니) | 윌리엄 커즌스 (William Cousins)      |
| 펜실베이니아주      | 1999년 3월 8일 (1787년 12월 12일)   | 707,332,000개   | 펜실베이니아주 쿼터 주화     | 여신상, 펜실베이니아주의 윤곽, 펜실베이니아주의 윤곽의 왼쪽 윗부분에 그려진 이맛돌 표어: "Virtue, Liberty, Independence" (미덕, 자유, 독립)                                                                                                | 존 머캔티 (John Mercanti)            |
| 뉴저지주            | 1999년 5월 17일 (1787년 12월 18일)  | 662,228,000개   | 뉴저지주 쿼터 주화           | 델라웨어강을 건너는 조지 워싱턴, 기를 흔들고 있는 제임스 먼로 표어: "Crossroads of the Revolution" (혁명의 교차로) | 앨프리드 멀레츠키 (Alfred Maletsky)  |
| 조지아주            | 1999년 7월 19일 (1788년 1월 2일)    | 939,932,000개   | 조지아주 쿼터 주화           | 복숭아, 참나무(조지아주를 상징하는 나무), 조지아주의 윤곽 표어: "Wisdom, Justice, Moderation" (지혜, 정의, 온건) | T. 제임스 페렐 (T. James Ferrell)    |
| 코네티컷주          | 1999년 10월 12일 (1788년 1월 9일)   | 1,346,624,000개 | 코네티컷주 쿼터 주화         | 참나무 표어: "The Charter Oak" (차터 오크) | T. 제임스 페렐 (T. James Ferrell)    |
| 매사추세츠주        | 2000년 1월 3일 (1788년 2월 6일)     | 1,163,784,000개 | 매사추세츠주 쿼터 주화       | 미닛맨, 매사추세츠주의 윤곽 표어: "The Bay State" (포구의 주) | 토머스 D. 로저스 (Thomas D. Rodgers) |
| 메릴랜드주          | 2000년 3월 13일 (1788년 4월 28일)   | 1,234,732,000개 | 메릴랜드주 쿼터 주화         | 메릴랜드주 의회 의사당의 돔, 화이트 오크 표어: "The Old Line State" (역사가 있는 주) | 토머스 D. 로저스 (Thomas D. Rodgers) |
| 사우스캐롤라이나주  | 2000년 5월 22일 (1788년 5월 23일)   | 1,308,784,000개 | 사우스캐롤라이나주 쿼터 주화 | 팔메토 야자나무(사우스캐롤라이나주를 상징하는 나무), 캐롤라이나 굴뚝새(사우스캐롤라이나주를 상징하는 새), 캐롤라이나 재스민(사우스캐롤라이나주를 상징하는 꽃), 사우스캐롤라이나주의 윤곽 표어: "The Palmetto State" (팔메토 야자나무의 주) | 토머스 D. 로저스 (Thomas D. Rodgers) |
| 뉴햄프셔주          | 2000년 8월 7일 (1788년 6월 21일)    | 1,169,016,000개 | 뉴햄프셔주 쿼터 주화         | 산의 노인, 9개의 별 표어: "Old Man of the Mountain" (산의 노인), "Live Free or Die" (자유가 아니면 죽음을) | 윌리엄 커즌스 (William Cousins)      |
| 버지니아주          | 2000년 10월 16일 (1788년 6월 25일)  | 1,594,616,000개 | 버지니아주 쿼터 주화         | 3척의 선박 (수전 콘스턴트 호(Susan Constant), 갓스피드 호(Godspeed), 디스커버리 호(Discovery)) 표어: "Jamestown, 1607-2007," "Quadricentennial" (제임스타운 1607년-2007년, 400주년 기념)                                                   | 에드거 Z. 스티버 (Edgar Z. Steever)  |
| 뉴욕주              | 2001년 1월 2일 (1788년 7월 26일)    | 1,275,040,000개 | 뉴욕주 쿼터 주화             | 자유의 여신상, 11개의 별, 허드슨강, 이리 운하, 뉴욕주의 윤곽 표어: "Gateway to Freedom" (자유로 가는 관문) | 앨프리드 멀레츠키 (Alfred Maletsky)  |
| 노스캐롤라이나주    | 2001년 3월 12일 (1789년 11월 21일)  | 1,055,476,000개 | 노스캐롤라이나주 쿼터 주화   | 라이트 플라이어, 라이트 형제 표어: "First Flight" (첫 비행) | 존 머캔티 (John Mercanti)            |
| 로드아일랜드주      | 2001년 5월 21일 (1790년 5월 29일)   | 870,100,000개   | 로드아일랜드주 쿼터 주화     | 내러갠셋만에 정박 중인 아메리카스컵의 요트 릴리언스 호(Reliance), 펠(Pell) 교 표어: "The Ocean State" (바다의 주) | 토머스 D. 로저스 (Thomas D. Rodgers) |
| 버몬트주            | 2001년 8월 6일 (1791년 5월 4일)     | 882,804,000개   | 버몬트주 쿼터 주화           | 단풍나무, 단풍나무 수액이 담긴 양동이, 캐멀스험프산(Camel's Hump) 표어: "Freedom and Unity" (자유와 단결) | T. 제임스 페렐 (T. James Ferrell)    |
| 켄터키주            | 2001년 10월 15일 (1792년 6월 1일)   | 723,564,000개   | 켄터키주 쿼터 주화           | 울타리 안의 서러브레드, 페더럴 힐(Federal Hill) 저택 표어: "My Old Kentucky Home" (나의 켄터키 옛 집) | T. 제임스 페렐 (T. James Ferrell)    |
| 테네시주            | 2002년 1월 2일 (1796년 6월 1일)     | 648,068,000개   | 테네시주 쿼터 주화           | 피들, 트럼펫, 기타, 악보, 3개의 별(테네시주 동부, 중부, 서부 지방을 의미함) 표어: "Musical Heritage" (음악 유산) | 도나 위버 (Donna Weaver)             |
| 오하이오주          | 2002년 3월 18일 (1803년 3월 1일)    | 632,032,000개   | 오하이오주 쿼터 주화         | 라이트 플라이어, 우주비행사(인류 최초로 달에 착륙한 오하이오주 출신의 우주비행사인 닐 암스트롱), 오하이오주의 윤곽 표어: "Birthplace of Aviation Pioneers" (항공 기사가 태어난 땅)                                                         | 도나 위버 (Donna Weaver)             |
| 루이지애나주        | 2002년 5월 30일 (1812년 4월 30일)   | 764,204,000개   | 루이지애나주 쿼터 주화       | 펠리컨(루이지애나주를 상징하는 새), 트럼펫, 악보, 루이지애나 매입 지도 표어: "Louisiana Purchase" (루이지애나 매입) | 존 머캔티 (John Mercanti)            |
| 인디애나주          | 2002년 8월 2일 (1816년 12월 11일)   | 689,800,000개   | 인디애나주 쿼터 주화         | 인디카, 인디애나주의 윤곽, 19개의 별 표어: "Crossroads of America" (미국의 교차로) | 도나 위버 (Donna Weaver)             |
| 미시시피주          | 2002년 10월 15일 (1817년 12월 10일) | 579,600,000개   | 미시시피주 쿼터 주화         | 목련 (미시시피주를 상징하는 꽃) 표어: "The Magnolia State" (목련의 주) | 도나 위버 (Donna Weaver)             |
| 일리노이주          | 2003년 1월 2일 (1818년 12월 3일)    | 463,200,000개   | 일리노이주 쿼터 주화         | 젊은 시절의 에이브러햄 링컨, 농촌의 모습, 시카고의 빌딩들, 일리노이주의 윤곽, 21개의 별 표어: "Land of Lincoln"(링컨의 땅), "21st state / century" (21번째 주 / 21세기)                                                                    | 도나 위버 (Donna Weaver)             |
| 앨라배마주          | 2003년 3월 17일 (1819년 12월 14일)  | 457,400,000개   | 앨라배마주 쿼터 주화         | 의자에 앉은 헬렌 켈러, 소나무(앨라배마주를 상징하는 나무) 가지, 목련꽃 표어: "Spirit of Courage" (용기의 정신), 알파벳과 점자로 표기된 "Helen Keller" (헬렌 켈러)                                                                          | 노먼 E. 네메스 (Norman E. Nemeth)    |
| 메인주              | 2003년 6월 2일 (1820년 5월 15일)    | 448,800,000개   | 메인주 쿼터 주화             | 페마키드(Pemaquid) 등대, 스쿠너 | 도나 위버 (Donna Weaver)             |
| 미주리주            | 2003년 8월 4일 (1821년 8월 10일)    | 453,200,000개   | 미주리주 쿼터 주화           | 게이트웨이 아치, 미주리강을 건너고 있는 메리웨더 루이스, 윌리엄 클라크 표어: "Corps of Discovery 1804-2004" (탐험대 1804-2004) | 앨프리드 멀레츠키 (Alfred Maletsky)  |
| 아칸소주            | 2003년 10월 20일 (1836년 6월 15일)  | 457,800,000개   | 아칸소주 쿼터 주화           | 다이아몬드(아칸소주를 상징하는 보석), 벼 이삭, 호수 위를 날고 있는 오리 | 존 머캔티 (John Mercanti)            |
| 미시간주            | 2004년 1월 26일 (1837년 1월 26일)   | 459,600,000개   | 미시간주 쿼터 주화           | 미시간주의 윤곽, 오대호의 윤곽 표어: "Great Lakes State" (오대호의 주) | 도나 위버 (Donna Weaver)             |
| 플로리다주          | 2004년 3월 29일 (1845년 3월 3일)    | 481,800,000개   | 플로리다주 쿼터 주화         | 스페인의 대형 범선, 야자나무(플로리다주를 상징하는 나무), 스페이스 셔틀 표어: "Gateway to Discovery" (발견으로 가는 관문) | T. 제임스 페렐 (T. James Ferrell)    |
| 텍사스주            | 2004년 6월 1일 (1845년 12월 29일)   | 541,800,000개   | 텍사스주 쿼터 주화           | 텍사스주의 윤곽, 별, 밧줄 표어: "The Lone Star State" (하나뿐인 별의 주) | 노먼 E. 네메스 (Norman E. Nemeth)    |
| 아이오와주          | 2004년 8월 30일 (1846년 12월 28일)  | 465,200,000개   | 아이오와주 쿼터 주화         | 학교, 나무를 심는 교사와 학생들 표어: "Foundation in Education" (교육의 기초), "Grant Wood" (나무 심기) | 존 머캔티 (John Mercanti)            |
| 위스콘신주          | 2004년 10월 25일 (1848년 5월 29일)  | 453,200,000개   | 위스콘신주 쿼터 주화         | 황소, 치즈, 옥수수 표어: "Forward" (전진) | 앨프리드 멀레츠키 (Alfred Maletsky)  |
| 캘리포니아주        | 2005년 1월 31일 (1850년 9월 9일)    | 520,400,000개   | 캘리포니아주 쿼터 주화       | 존 뮤어, 캘리포니아콘도르, 하프 돔 표어: "John Muir" (존 뮤어), "Yosemite Valley" (요세미티 계곡) | 돈 에버하트 (Don Everhart)           |
| 미네소타주          | 2005년 4월 4일 (1858년 5월 11일)    | 488,000,000개   | 미네소타주 쿼터 주화         | 검은부리아비(미네소타주를 상징하는 새), 낚시, 미네소타주의 윤곽 표어: "Land of 10,000 Lakes" (10,000개의 호수의 땅) | 찰스 비커스 (Charles Vickers)        |
| 오리건주            | 2005년 6월 6일 (1859년 2월 14일)    | 720,200,000개   | 오리건주 쿼터 주화           | 크레이터 레이크 국립공원 표어: "Crater Lake" (크레이터 레이크) | 도나 위버 (Donna Weaver)             |
| 캔자스주            | 2005년 8월 29일 (1861년 1월 29일)   | 563,400,000개   | 캔자스주 쿼터 주화           | 아메리카들소(캔자스주를 상징하는 동물), 해바라기(캔자스주를 상징하는 꽃) | 노먼 네메스 (Norman Nemeth)          |
| 웨스트버지니아주    | 2005년 10월 14일 (1863년 6월 20일)  | 721,600,000개   | 웨스트버지니아주 쿼터 주화   | 뉴리버고지 교(New River Gorge Bridge) 표어: "New River Gorge" (뉴리버고지) | 존 머캔티 (John Mercanti)            |
| 네바다주            | 2006년 1월 31일 (1864년 10월 31일)  | 589,800,000개   | 네바다주 쿼터 주화           | 머스탱, 산, 해돋이, 산쑥(네바다주를 상징하는 꽃) 표어: "The Silver State" (은의 주) | 돈 에버하트 (Don Everhart)           |
| 네브래스카주        | 2006년 4월 3일 (1867년 5월 1일)     | 594,400,000개   |                              | 침니록, 포장마차 표어: "Chimney Rock" (침니록) | 찰스 비커스 (Charles Vickers)        |
| 콜로라도주          | 2006년 6월 14일 (1876년 8월 1일)    | 569,000,000개   |                              | 롱스 피크(Longs Peak) 표어: "Colorful Colorado" (선명한 콜로라도) | 노먼 네메스 (Norman Nemeth)          |
| 노스다코타주        | 2006년 8월 28일 (1889년 11월 2일)   | 664,800,000개   |                              | 들소, 배들랜즈 국립공원 | 도나 위버 (Donna Weaver)             |
| 사우스다코타주      | 2006년 11월 6일 (1889년 11월 2일)   | 510,800,000개   |                              | 러시모어산, 꿩(사우스다코타주를 상징하는 새), 밀(사우스다코타주를 상징하는 풀) | 존 머캔티 (John Mercanti)            |
| 몬태나주            | 2007년 1월 29일 (1889년 11월 8일)   | 513,240,000개   |                              | 들소의 두개골, 산, 미주리강 표어: "Big Sky Country" (큰 하늘의 나라) | 돈 에버하트 (Don Everhart)           |
| 워싱턴주            | 2007년 4월 11일 (1889년 11월 11일)  | 545,200,000개   |                              | 레이니어산, 연어 표어: "The Evergreen State" (언제나 푸른 주) | 찰스 비커스 (Charles Vickers)        |
| 아이다호주          | 2007년 6월 5일 (1890년 7월 3일)     | 581,400,000개   |                              | 매, 아이다호주의 윤곽 표어: "Esto Perpetua" (라틴어로 "불멸을 위하여") | 돈 에버하트 (Don Everhart)           |
| 와이오밍주          | 2007년 9월 4일 (1890년 7월 10일)    | 564,400,000개   |                              | 카우보이의 실루엣 표어: "The Equality State" (평등의 주) | 노먼 네메스 (Norman Nemeth)          |
| 유타주              | 2007년 11월 5일 (1896년 1월 4일)    | 508,200,000개   | 유타주 쿼터 주화             | 대륙횡단철도 개통, 골든 스파이크(Golden spike) 표어: "Crossroads of the West" (서쪽으로 가는 교차로) | 조지프 메나 (Joseph Menna)           |
| 오클라호마주        | 2008년 1월 28일 (1907년 11월 16일)  | 416,600,000개   | 오클라호마주 쿼터 주화       | 제비꼬리타이런트새(오클라호마주를 상징하는 새), 인디언천인국(오클라호마주를 상징하는 야생화) | 피비 헴필 (Phebe Hemphill)           |
| 뉴멕시코주          | 2008년 3월 30일 (1912년 1월 6일)    | 488,600,000개   | 뉴멕시코주 쿼터 주화         | 뉴멕시코주의 윤곽, 뉴멕시코주의 기에 그려진 지아족(Zia)의 태양 문양 표어: "Land of Enchantment" (매혹의 땅) | 돈 에버하트 (Don Everhart)           |
| 애리조나주          | 2008년 6월 11일 (1912년 2월 14일)   | 509,600,000개   | 애리조나주 쿼터 주화         | 그랜드 캐니언, 변경주 표어: "Grand Canyon State" (그랜드 캐니언의 주) | 조지프 메나 (Joseph Menna)           |
| 알래스카주          | 2008년 8월 23일 (1959년 1월 3일)    | 505,800,000개   | 알래스카주 쿼터 주화         | 회색곰, 연어, 폴라리스 표어: "The Great Land" (넓은 땅) | 찰스 비커스 (Charles Vickers)        |
| 하와이주            | 2008년 11월 4일 (1959년 8월 21일)   | 517,600,000개   | 하와이주 쿼터 주화           | 카메하메하 1세(Kamehameha I) 동상, 하와이주의 윤곽 표어: "Ua Mau ke Ea o ka ʻĀina i ka Pono" (하와이어로 "정의를 따르는 치세는 영원하리라")                                                                                                | 돈 에버하트 (Don Everhart)           |
| 워싱턴 D.C.         | 2009년 1월 26일                     | 172,400,000개   |                              | 듀크 엘링턴, 피아노 표어: "Duke Ellington" (듀크 엘링턴), "Justice for All" (모두를 위한 정의) | 돈 에버하트 (Don Everhart)           |
| 푸에르토리코        | 2009년 3월 30일                     | 139,200,000개   |                              | 산 펠리페 델 모로 요새(San Felipe del Morro), 마가(Maga, 푸에르토리코를 상징하는 꽃 표어: "Isla del Encanto" (스페인어로 "매력의 섬") | 조지프 메나 (Joseph Menna)           |
| 괌                  | 2009년 5월 26일                     | 87,600,000개    |                              | 섬의 윤곽, 괌의 전통 범선 프로아(Proa), 라테 스톤(Latte stone) 표어: "Guahan Tanó I Man Chamorro" (차모로어로 "괌, 차모로인의 땅") | 짐 리카레츠 (Jim Licaretz)           |
| 아메리칸사모아      | 2009년 7월 27일                     | 82,200,000개    |                              | 아메리칸사모아의 전통 그릇 아바(Ava), 체, 막대기, 해안, 코코야자 표어: "Samoa Muamua Le Atua" (사모아어로 "사모아는 하느님이 먼저다") | 찰스 비커스 (Charles Vickers)        |
| 미국령 버진아일랜드 | 2009년 9월 28일                     | 82,000,000개    |                              | 섬의 윤곽, 노란 삼나무, 바나나퀴트, 야자나무 표어: "United in Pride and Hope" (긍지와 희망으로 단결한다) | 조지프 메나 (Joseph Menna)           |
| 북마리아나 제도     | 2009년 11월 30일                    | 72,800,000개    |                              | 해안에 서 있는 석회암으로 만든 거대한 라테 스톤, 캐롤라인 제도 원주민의 카누, 2마리의 흰제비갈매기, 캐롤라인 제도의 전통적인 화관인 레이(Lei)                                                                                              | 피비 헴필 (Phebe Hemphill)           |

## 발행 연도별 지도
|  |

| 색상 | 연도   | 1번째 주     | 2번째 주         | 3번째 주           | 4번째 주       | 5번째 주            | 6번째 주        |
| ---- | ------ | ------------ | ---------------- | ------------------ | -------------- | ------------------- | --------------- |
|      | 1999년 | 델라웨어주   | 펜실베이니아주   | 뉴저지주           | 조지아주       | 코네티컷주          |                 |
|      | 2000년 | 매사추세츠주 | 메릴랜드주       | 사우스캐롤라이나주 | 뉴햄프셔주     | 버지니아주          |                 |
|      | 2001년 | 뉴욕주       | 노스캐롤라이나주 | 로드아일랜드주     | 버몬트주       | 켄터키주            |                 |
|      | 2002년 | 테네시주     | 오하이오주       | 루이지애나주       | 인디애나주     | 미시시피주          |                 |
|      | 2003년 | 일리노이주   | 앨라배마주       | 메인주             | 미주리주       | 아칸소주            |                 |
|      | 2004년 | 미시간주     | 플로리다주       | 텍사스주           | 아이오와주     | 위스콘신주          |                 |
|      | 2005년 | 캘리포니아주 | 미네소타주       | 오리건주           | 캔자스주       | 웨스트버지니아주    |                 |
|      | 2006년 | 네바다주     | 네브래스카주     | 콜로라도주         | 노스다코타주   | 사우스다코타주      |                 |
|      | 2007년 | 몬태나주     | 워싱턴주         | 아이다호주         | 와이오밍주     | 유타주              |                 |
|      | 2008년 | 오클라호마주 | 뉴멕시코주       | 애리조나주         | 알래스카주     | 하와이주            |                 |
|      | 2009년 | 워싱턴 D.C.  | 푸에르토리코     | 괌                 | 아메리칸사모아 | 미국령 버진아일랜드 | 북마리아나 제도 |

## 같이 보기
- 지방자치법 시행 60주년 기념주화 - 2008년부터 2016년까지 일본을 구성하는 47개의 도도부현을 주제로 하여 발행한 일본의 기념주화.